# Hrabstwo Randolph (Illinois)
Hrabstwo Randolph – hrabstwo w USA, w stanie Illinois, z liczbą ludności wynoszącą 33 893, według spisu z 2000 roku. Siedzibą administracji hrabstwa jest Chester.

## Geografia
Według spisu hrabstwo zajmuje powierzchnię 1547 km², z czego 1498 km² stanowią lądy, a 49 km² (3,15%) wody.
Na terenie hrabstwa rzeka Kaskaskia wpada do rzeki Missisipi. Na tym obszarze Missisipi, która stanowi naturalną granice pomiędzy stanem Illinois a Missouri, płynie w całości na terytorium Illinois. Rzeka w XIX wieku w 1881 roku, przełamując przesmyk, zmieniła swój bieg omijając byłą siedzibę hrabstwa Kaskaskia, od zachodniej strony. Granica stanu jednakże pozostała według starego koryta rzeki, tworząc małą enklawę stanu na drugim brzegu rzeki.

### Miasta
- Chester
- Red Bud
- Sparta

### Wioski
- Baldwin
- Coulterville
- Ellis Grove
- Evansville
- Kaskaskia
- Percy
- Prairie du Rocher
- Rockwood
- Ruma
- Steeleville
- Tilden

### Sąsiednie hrabstwa
- Hrabstwo St. Clair – północ
- Hrabstwo Washington – północny wschód
- Hrabstwo Perry – wschód
- Hrabstwo Jackson – południowy wschód
- Hrabstwo Perry – południe
- Hrabstwo Ste. Genevieve – północny zachód

Stan Illinois na mapie USA

- Hrabstwo Monroe – północny zachód

## Historia
Hrabstwo Randolph powstało 5 października 1795 roku z terenów hrabstwa St. Clair. Swoją nazwę obrało na cześć Edmunda Randolph, gubernatora stanu Wirginii
Terytorium Północno-zachodnie zostało odebrane Brytyjczykom pod koniec wojny o niepodległość Stanów Zjednoczonych w 1783 roku, przez armię Wirginia. Illinois stał się na krótki czas hrabstwem Illinois w stanie Wirginia. Edmund Randolph był ówczesnym gubernatorem Wirginii i za jego kadencji  Wirginia oddała Terytorium Północno-zachodnie Stanom Zjednoczonym.
Granice hrabstwa ostatecznie zostały ustalone w 1827 roku, kiedy obszar został wydzielony na powstanie Hrabstwa Perry.
Pierwszą siedzibą władz hrabstwa było miasto Kaskaskia, które w latach 1809 i 1818 było stolicą Terytorium Illinois a w latach 1795 – 1845 siedzibą hrabstwa było Randolph.
Zważywszy na historię hrabstwa mottem Randolph są słowa: "Where Illinois Began" (Gdzie zaczyna się Illinois)

## Demografia
Według spisu z 2000 roku hrabstwo zamieszkuje 33 893 osób, które tworzą 12 084 gospodarstw domowych oraz 8362 rodzin. Gęstość zaludnienia wynosi 23 osób/km². Na terenie hrabstwa jest 13 328 budynków mieszkalnych o częstości występowania wynoszącej 9 budynków/km². Hrabstwo zamieszkuje 88,71% ludności białej, 9,29% ludności czarnej, 0,16% rdzennych mieszkańców Ameryki, 0,24% Azjatów, 0,04% mieszkańców Pacyfiku, 0,81% ludności innej rasy oraz 0,76% ludności wywodzącej się z dwóch lub więcej ras, 1,54% ludności to Hiszpanie, Latynosi lub inni.
W hrabstwie znajduje się 12 405 gospodarstw domowych, w których 31,30% stanowią dzieci poniżej 18. roku życia mieszkający z rodzicami, 56,00% małżeństwa mieszkające wspólnie, 9,20% stanowią samotne matki oraz 30,80% to osoby nie posiadające rodziny. 26,90% wszystkich gospodarstw domowych składa się z jednej osoby oraz 13,80% żyje samotnie i ma powyżej 65. roku życia. Średnia wielkość gospodarstwa domowego wynosi 2,46 osoby, a rodziny 2,99 osoby.
Przedział wiekowy populacji hrabstwa kształtuje się następująco: 22,10% osób poniżej 18. roku życia, 9,60% pomiędzy 18. a 24. rokiem życia, 30,40% pomiędzy 25. a 44. rokiem życia, 22,30% pomiędzy 45. a 64. rokiem życia oraz 15,60% osób powyżej 65. roku życia. Średni wiek populacji wynosi 38 lat. Na każde 100 kobiet przypada 116,40 mężczyzn. Na każde 100 kobiet powyżej 18. roku życia przypada 119,90 mężczyzn.
Średni dochód dla gospodarstwa domowego wynosi 37 013 USD, a dla rodziny 44 766 dolarów. Mężczyźni osiągają średni dochód w wysokości 30 837 dolarów, a kobiety 21 501 dolarów. Średni dochód na osobę w hrabstwie wynosi 17 696 dolarów. Około 7,10% rodzin oraz 10,00% ludności żyje poniżej minimum socjalnego, z tego 14,10% poniżej 18. roku życia oraz 8,50% powyżej 65. roku życia.

## Media
W hrabstwie działają dwie stacje radiowe WHCO 1230AM w Sparta i KSGM 980AM w Chester.
Wydawane jest kilka tygodników. Gazeta County Journal bazuje na wiadomościach z Percy oraz z Hrabstw Perry i Jackson. W Red Bud wydawana jest North County News, w Chester – Randolph County Herald-Tribune a w
Sparta, News-Plaindealer.